# Santa Maria (Odemira)
Pour les articles homonymes, voir Santa Maria.
Santa Maria, officiellement Odemira (Santa Maria), est une ancienne paroisse civile portugaise (en portugais : freguesia) de la municipalité d'Odemira dans le district de Beja.
La loi no 11-A/2013 du 28 janvier 2013, portant réorganisation administrative du territoire des freguesias, fusionne Santa Maria avec la paroisse voisine de São Salvador pour former la paroisse de São Salvador e Santa Maria.